# Canavaggia
Canavaggia település Franciaországban, Haute-Corse megyében. Lakosainak száma 119 fő (2022. január 1.). Canavaggia Morosaglia, Castello-di-Rostino, Castifao, Lento, Moltifao, Pietralba és Valle-di-Rostino községekkel határos.

## Népesség
A település népességének változása:
| Lakosok száma | 124  | 100  | 77   | 109  | 96   | 98   | 103  | 108  | 112  | 119  |
|               | 1968 | 1982 | 1990 | 2006 | 2013 | 2015 | 2017 | 2019 | 2020 | 2022 |